# Приступ усмерен на кризу
Приступ усмерен на кризу је стање кризе је привремени поремећај равнотеже карактеристичан демонилизацијом способности решавања проблема. Поред индивидуалних, постоје и породичне кризе као и развојне и акцедентне. Оријентација социјалног рада усмерена на кризу подразумева активно укључивање у разрешење поремећених комуникација, ублажавање непосредног стреса, коришћење метода групног рада као и техника усмерених на „задатак” или „конкретан проблем”.